# Santiago Jiménez Martín
Santiago Jiménez Martín (Madrid, 6 de septiembre de 1978) es un diplomático español. Es embajador de España en Colombia (desde 2025).

## Carrera diplomática
Nació en Madrid. Tras licenciarse en Derecho en la Universidad Complutense de Madrid y realizar algunos estudios en Historia del Arte, ingresó en la Escuela Diplomática (2005).
Ha estado destinado en las embajadas de España en: Yaundé (Camerún), Banjul (Gambia), El Cairo (Egipto, 2012); Damasco (Siria, 2012-2015), y Abu Dhabi (Emiratos Árabes Unidos, 2015-2019).
En el Ministerio de Asuntos Exteriores (Madrid) ha sido jefe de Servicio en la Dirección General de Comunicación Exterior (2005-2008) y subdirector general en la Oficina de Información Diplomática (2019-2020).
También ha sido consejero técnico en la Secretaría General de la Presidencia del Gobierno (2008-2012); y director adjunto del Gabiente del vicepresidente segundo y ministro de Derechos Sociales y Agenda 2030 (2020-2021); director del Gabinete de la ministra de Derechos Sociales y Agenda 2030 (2021-2022) y formó parte brevemente de la Dirección de Relaciones Culturales y Científicas de la Agencia Española de Cooperación Internacional para el Desarrollo (2022).
En octubre de 2022 fue destinado como embajador de España en Montevideo (Uruguay) y, en enero de 2025, fue trasladado en la misma condición a la Embajada de España en Colombia.
Es bilingüe en inglés y francés; y posee un nivel avanzado de alemán y conocimientos de árabe.

## Publicaciones
- «Diplomacia y periodismo ¿cooperación o competición?», Dirección General de Comunicación Exterior del Ministerio de Asuntos Exteriores y de Cooperación, Madrid, 2007, 73 pp.
- Con Sergio Colina Martín (coord.) «Acción exterior y derechos de las personas LGTBI», Dirección General de Comunicación Exterior del Ministerio de Asuntos Exteriores, Unión Europea y Cooperación, Madrid, 2021.